# Togaviridae
Togaviridae er en virusfamilie, der tilhører gruppen af positiv enkeltstrenget RNA-virus (gruppe IV, +ssRNA)

## Klassifikation
Familie: Togaviridae (2 slægter)
- Slægt: Alphavirus (29 arter)
  - Sindbis virus
- Slægt: Rubivirus (1 art)
  - Rubella virus (røde hunde)